# 不倫瑞克氣象站 (緬因州)
不倫瑞克氣象站（英語：Brunswick Station）是位於美國緬因州坎伯蘭縣的一個普查規定居民點。

## 人口
根據2020年美國人口普查的數據，不倫瑞克氣象站的面積為12.80平方千米，當中陸地面積為12.03平方千米，而水域面積為0.10平方千米。當地共有人口578人，而人口密度為每平方千米45.16人。